# Військова топографія
Військова топографія — різновид топографії, укладання географічних карт для ведення оборонних чи наступальних дій війська.
Топографічні карти, залежно від їхнього використання, можна розділити на три групи:
- точні вимірювальні,
- оперативно тактичні,
- оперативні.

1. Точні вимірювальні карти призначені для здійснення точних вимірів і розрахунків пов'язаних з використанням бойової техніки.
2. Оперативно тактичні призначенні головним чином для планування дій і для керування військами на полі бою.
3. Оперативні карти призначені для оперативної роботи штабів.